# Jaber Zayani
Pour les articles homonymes, voir Zayani.
Jaber Zayani est un boxeur professionnel français né le 29 septembre 1990 à Saint-Martin-d'Hères dans la banlieue de Grenoble.

## Carrière
Installé à Los Angeles, il s'entraine au Wild Card Gym sous la direction de Freddie Roach.
Passé dans les rangs professionnels en 2012, Zayani remporte ses seize premiers combats (dont neuf par KO) dont la ceinture vacante de champion WBO continental des poids super-plumes en 2018.
Il a préparé le champion WBA des poids welters Manny Pacquiao, pour son championnat du monde contre Keith Thurman en mai 2019 aux Philippines et a été notamment sparring-partner de plusieurs champions du monde dont José Carlos Ramírez, Raymundo Beltrán, Alberto Machado et Ivan Baranchyk ainsi que de Jesus Cuellar et Scott Quigg.